# Emil Zilliacus
Gustaf Emil Zilliacus, pseudonym Johan Alvik, född 1 september 1878 i Tammerfors, död 7 december 1961 i Helsingfors, var en finlandssvensk poet, författare, litteraturvetare och översättare av klassisk litteratur.

## Biografi
Zilliacus växte upp i Viborg där släkten hade sin hemvist, och besökte stadens finska klassiska lyceum, där hans intresse riktades mot den antika världen. Han blev student 1896, studerade litteraturhistoria och avlade filosofie kandidatexamen 1900. Han var i ungdomen engagerad i kretsen kring Euterpe och var med om att grunda tidskriften Nya Argus, vars chefredaktör han var 1911–1933 och redaktionsmedlem ända till 1945. Han doktorerade 1905 med en avhandling om Den moderna franska poesin och antiken och verkade som docent i litteraturhistoria vid Helsingfors universitet 1907–1943. Som ekonomiskt oberoende kunde han prioritera dikten framom karriären och företa flera studieresor, förutom till Grekland och Rom också till Europas storstäder. Som skald debuterade han 1915 med Offereld. Professors namn erhöll han 1940 och var extraordinarie professor i antikens litteratur vid Helsingfors universitet 1943–1945.
Han var ordförande för Finlands Svenska Författareförening 1929 och 1933–1935 och för Nordiska litteraturrådet 1929 med flera uppdrag.
Han var son till Mauritz Emil Zilliacus och Mathild Wilhelmina, född Grönfors. Zilliacus var han gift med Ingrid Wegelius från 1905 och far till Henrik Zilliacus och Benedict Zilliacus.

## Författarskap
Fosterlandskärleken och hängivenheten för den klassiska kulturen var två riktlinjer i Zilliacus livsverk. Den karelska hembygden satte sin prägel på hans upplevelser. 
Liksom alla gränsbor älskade han fädernas mark med en stilla, men stark lidelse, som hade sitt upphov i den medvetna eller omedvetna känslan av gränsens fara. Det yppades i hans dikt i det lågmälta, varmt intensiva hängivenheten för de enkla, men betydelsefulla ting, som formar människans lycka: hemmet, hemgården, hustrun, barnen, allt detta som är så självfallet då det finns, men som i gränsens närhet får en djupare, smärtsam underton, och som i senare händelsers ljus har ristat de gångna drömmarnas dikter i en vemodsfylld, oförgänglig marmorskrift.
Zilliacus är i sin poesi starkt påverkad av antiken. Dikterna utmärks av en behärskad form, sober ton och elegant utgestaltning. De konstnärliga visionerna anpassar sig dock tvångslöst efter den stränga formens krav. Klassiskt humanistiska ideal som en stark känsla för det måttfulla, det ordnade, det genomsiktigt klara visar hans hemvist i den antika världen. Han ägde en oskuldsfullhet som fick honom att bortse från det dionysiska draget i klassisk poesi, det vill säga det vilda och extatiska, som framträder hos exempelvis Rabbe Enckell och Vilhelm Ekelund. Med den gyllene medelvägen som ideal undvek han också att låta sin skönhetsdyrkan bli alltför sensualistisk; det etiska draget får istället stor tyngd, särskilt temat lojalitet. Ett motiv från klassisk litteratur som han, Viborgaren, hade lätt att känna igen sig i var hellenerna som ansattes av barbarer från öst.
I sina dikter beskriver han oftast människan i arketypiska situationer. De är till stor del personliga, men till sin form universella. Debutsamlingen tillkom mot bakgrunden av hans förstfödda sons död vid åtta års ålder. "Att utarbeta de strama dikterna som ger hans sorg en allmängiltig form blev hans väg att försona sig med traumat." Sorgen och livets hårda villkor återkommer bland annat i Minnesaltaret som föranleddes av hans hustrus död. Förlusten av barndomens Karelen var också ett svårt slag, men prövningarna bemöts med jämnmod, offervilja och andlig spänst och mod. Den behärskade stilen och frånvaron av romantiska perspektiv har av en del kritiker upplevts som en begränsning. Johan Wrede ser tidlöshetens allmängiltiga och därför tröstande ro som en styrka.
Han har översatt de grekiska tragedierna och mycket av den klassiska poesin. Det antika arvet förmedlar han också i konstnärligt framstående reseskildringar från Grekland och Rom, liksom i essäsamlingar. I sitt skriftställarskap stimulerade han läsningen av klassisk litteratur på svenskt språkområde och kom därigenom att återerövra och fördjupa andliga värden som hos samtiden med vikande klassisk bildning höll på att gå förlorade. V.A. Koskenniemi kallade honom "den sista hellenen". Trots att han ur ett modernistiskt perspektiv kunnat te sig gammalmodig har han haft många efterföljare. Bland de författare som tagit intryck av honom finns bland andra Rabbe Enckell och Bo Carpelan.

## Priser och utmärkelser
- 1918 – Tollanderska priset

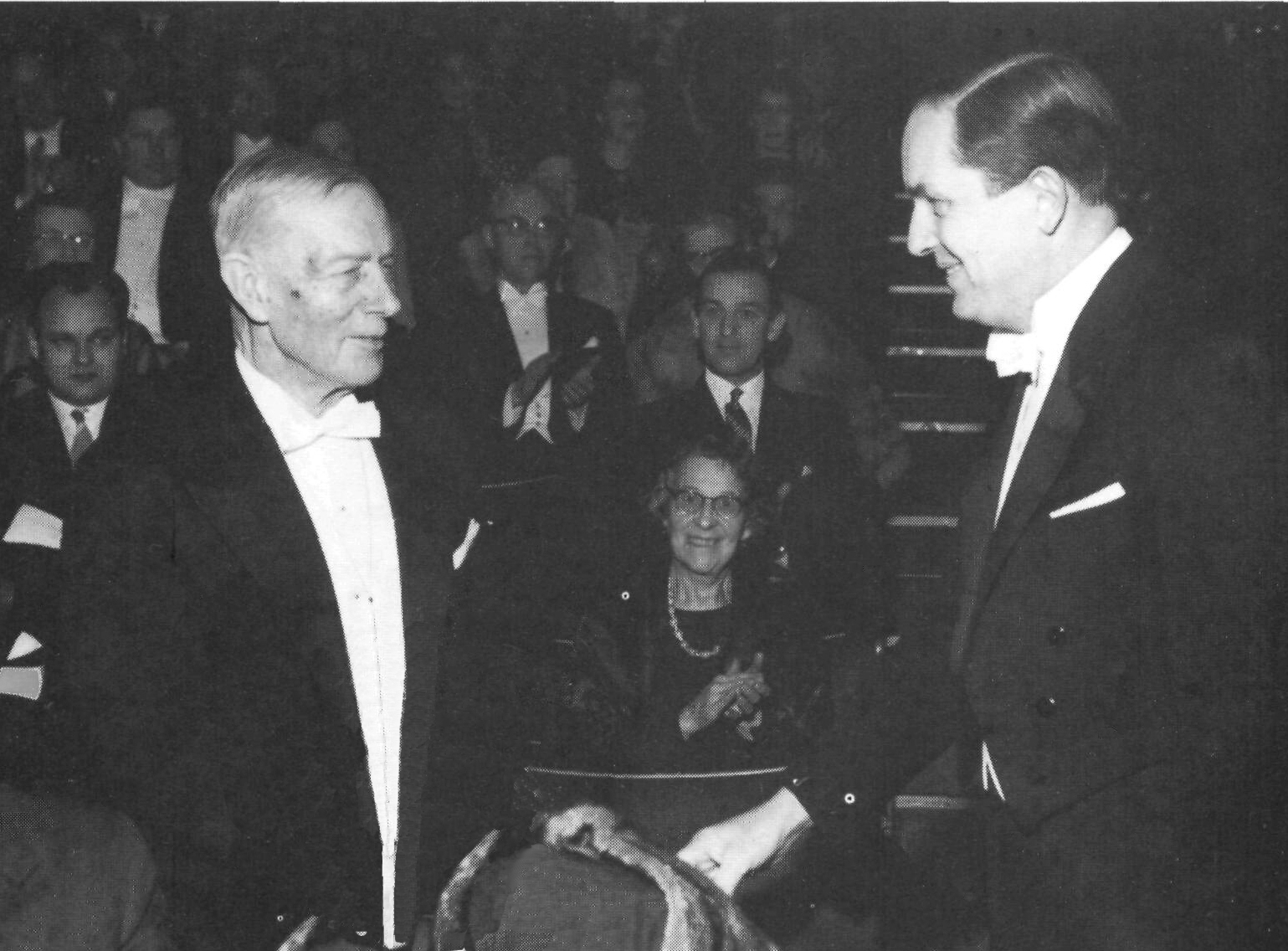
Zilliacus mottar medaljen ”Forskning och vitterhet” av Svenska litteratursällskapets Olav Ahlbäck 1961.

- 1926 – Statens litteraturpris (Finland)
- 1927 – Lybeckska priset
- 1930 – Svenska Akademiens stora pris
- 1930 – Tollanderska priset
- 1932 – Tollanderska priset
- 1936 – Statens litteraturpris (Finland)
- 1937 – Svenska litteratursällskapets pris
- 1940 – De Nios Stora Pris
- 1943 – Svenska litteratursällskapets pris
- 1958 – De Nios Stora Pris
- 1941 – Hedersdoktor vid Göteborgs högskola
- 1951 – Hedersdoktor vid Oslo universitet
- 1961 – Forskning och vitterhet